# Bob- und Skeleton-Weltmeisterschaften 2021/Monobob
Der Monobob-Wettbewerb der Frauen bei den Bob- und Skeleton-Weltmeisterschaften 2021 wurde am 13. und 14. Februar in insgesamt vier Läufen ausgetragen. Es war der erste Wettbewerb in dieser Disziplin bei einer Weltmeisterschaft. Wie alle Wettbewerbe bei den Weltmeisterschaften wurde er auf dem SachsenEnergie-Eiskanal in Altenberg ausgetragen.
Erste Weltmeisterin im Monobob wurde Kaillie Humphries, die nach dem Zweierbob ihre zweite Goldmedaille bei diesen Weltmeisterschaften holte und damit den insgesamt fünften Weltmeistertitel feierte. Wie bereits eine Woche zuvor im Zweier komplettierten zwei deutsche Bobs die Medaillenränge. Stephanie Schneider, die im Zweierbob mit Platz vier leer ausging, holte sich Silber vor Laura Nolte, die ihre zweite Bronzemedaille gewann.

## Endergebnis
| Platz | Athletinnen          | Land                      | Lauf (min) | Lauf (min) | Lauf (min) | Lauf (min) | Gesamtzeit (min) |
| Platz | Athletinnen          | Land                      | 1          | 2          | 3          | 4          | Gesamtzeit (min) |
| ----- | -------------------- | ------------------------- | ---------- | ---------- | ---------- | ---------- | ---------------- |
| 1     | Kaillie Humphries    | Vereinigte Staaten        | 1:00,39    | 1:00,17    | 0:59,59    | 0:59,47    | 3:59,62          |
| 2     | Stephanie Schneider  | Deutschland               | 1:00,07    | 1:00,45    | 0:59,80    | 0:59,80    | 4:00,12          |
| 3     | Laura Nolte          | Deutschland               | 1:00,00    | 1:00,70    | 0:59,61    | 1:00,11    | 4:00,42          |
| 4     | Mariama Jamanka      | Deutschland               | 1:00,46    | 1:00,55    | 0:59,81    | 1:00,02    | 4:00,84          |
| 5     | Cynthia Appiah       | Kanada                    | 1:00,53    | 1:00,79    | 0:59,62    | 1:00,34    | 4:01,28          |
| 6     | Kim Kalicki          | Deutschland               | 1:00,24    | 1:00,84    | 1:00,06    | 1:00,27    | 4:01,41          |
| 7     | Melissa Lotholz      | Kanada                    | 1:01,11    | 1:00,76    | 0:59,91    | 1:00,43    | 4:02,21          |
| 8     | Katrin Beierl        | Österreich                | 1:01,34    | 1:00,90    | 1:00,17    | 1:00,10    | 4:02,51          |
| 9     | Martina Fontanive    | Schweiz                   | 1:00,55    | 1:01,08    | 1:00,63    | 1:00,39    | 4:02,65          |
| 10    | Melanie Hasler       | Schweiz                   | 1:01,10    | 1:01,24    | 1:00,18    | 1:00,52    | 4:03,04          |
| 11    | Andreea Grecu        | Rumänien                  | 1:01,07    | 1:01,26    | 1:00,54    | 1:00,28    | 4:03,15          |
| 12    | Nadeschda Sergejewa  | Bobsportverband Russlands | 1:01,23    | 1:01,20    | 1:00,76    | 1:00,16    | 4:03,35          |
| 13    | Mica McNeill         | Vereinigtes Königreich    | 1:00,89    | 1:01,08    | 1:00,65    | 1:00,90    | 4:03,52          |
| 14    | Kim Yooran           | Südkorea                  | 1:01,38    | 1:01,17    | 1:00,83    | 1:00,66    | 4:04,04          |
| 15    | Elana Meyers Taylor  | Vereinigte Staaten        | 1:03,14    | 1:00,94    | 1:00,42    | 1:00,94    | 4:05,44          |
| 16    | Christine de Bruin   | Kanada                    | 1:01,56    | 1:01,87    | 1:00,89    | 1:01,27    | 4:05,59          |
| 17    | Ljubow Tschernych    | Bobsportverband Russlands | 1:02,18    | 1:01,30    | 1:01,09    | 1:01,22    | 4:05,79          |
| 18    | Viktória Čerňanská   | Slowakei                  | 1:02,13    | 1:01,99    | 1:01,59    | 1:01,36    | 4:07,07          |
| 19    | Anastassija Makarowa | Bobsportverband Russlands | 1:01,92    | 1:01,70    | 1:03,20    | 1:01,37    | 4:08,19          |
| 20    | An Vannieuwenhuyse   | Belgien                   | 1:02,20    | 1:03,18    | 1:01,89    | –          | 3:07,27          |
| 21    | Lidija Hunko         | Ukraine                   | 1:03,26    | 1:02,84    | 1:02,00    | –          | 3:08,10          |
| 22    | Sylwia Smolarek      | Polen                     | 1:02,60    | 1:03,12    | 1:02,82    | –          | 3:08,54          |
| –     | Breeana Walker       | Australien                | 1:01,46    | 1:01,17    | 1:02,58    | DNS        | –                |